# TextEdit
TextEdit — текстовый редактор компании Apple Inc.

## О редакторе
Редактор входит в состав дистрибутива ОС Mac OS X и находится в папке Applications.

## Возможности
TextEdit можно использовать для просмотра, редактирования и сохранения файлов в разных форматах:
- простой текст (.txt)
- RTF-формат (.rtf)
- RTFD-формат (.rtfd)
- HTML (.html)
- Web Archive (.webarchive)
- Open Document (открытый текстовый формат) (.odt)
- Microsoft Word 97 (.doc)
- Microsoft Word 2003 XML (.xml)
- Microsoft Word 2007 (.docx)

Файлы, сохраненные в форматах, отличных от простого текста, могут включать в себя графику, форматирование абзацев и шрифтов, таблицы и списки.
TextEdit поддерживает ряд функций Word, включая таблицы.
Редактор подходит для создания простых документов, но также содержит такие функции, как проверка правописания и грамматики, автоматическое сохранение, вставка типографских кавычек, списков и графики.
Редактор умеет открывать и сохранять текст в кодировках UTF-8, UTF-16, MacCyrillic, Windows-1251, KOI8-R, DOS-866.